# Union sportive du Foyer de la Régie Abidjan-Niger Bouaké
L'Union Sportive du Foyer de la Régie Abidjan-Niger Bouaké (plus communément appelé USFRAN Bouaké) est un club ivoirien de football basé à Bouaké, au nord du pays.

## Histoire
L'USFRAN est le club de football de la régie des chemins de fer Abidjan-Niger à Bouaké. Dans les années 1960, le club entretient une rivalité avec deux autres clubs de la ville, l'Alliance Bouaké et l'Unisports Bouaké. Son président est alors également le chef de gare.
En 1965, l'USFRAN recrute un jeune attaquant de 18 ans, Laurent Pokou, qui évoluait jusque-là dans un petit club de quartier de Bouaké. Avec lui, l'USFRAN remporte le championnat de la Ligue du Centre, et parvient en finale du championnat de Côte d'Ivoire, le 3 octobre 1965, au stade Félix-Houphouët-Boigny. Mais l'USFRAN s'incline lourdement face au Stade d'Abidjan, champion de la Ligue du Sud, par huit buts à zéro. À la suite de cet épisode, Laurent Pokou quitte Bouaké, recruté par l'ASEC Abidjan.

## Palmarès
- Championnat de Côte d'Ivoire de football :
  - Finaliste en 1965